# Polystichum leveillei
Polystichum leveillei är en träjonväxtart som beskrevs av Carl Frederik Albert Christensen. Polystichum leveillei ingår i släktet Polystichum och familjen Dryopteridaceae. Inga underarter finns listade.